# Perarella affinis
Perarella affinis är en nässeldjursart som först beskrevs av Jäderholm 1904.  Perarella affinis ingår i släktet Perarella och familjen Cytaeididae. Inga underarter finns listade i Catalogue of Life.